# Phare de Portomaso
Le phare de Portomaso est un feu privé situé à l'entrée de la Marina de Portomaso  dans la localité de San Ġiljan sur l'île de Malte (république de Malte) en mer Méditerranée.

## Histoire
Le phare se situe à l'entrée de la Marina de Portomaso, sur le côté ouest de la baie de San Ġiljan.

## Description
La balise est placée dans une petite pièce avec un dôme sur une petite plateforme de 6 m à l'entrée de la marina. Il émet, à une hauteur focale de 8 m un éclat rouge. Sa portée n'est pas connue.
|                  |
| Portomaso Marina |

### Lien connexe
- Liste des phares de Malte